# Kościół Najświętszej Maryi Panny Częstochowskiej w Mostku
Kościół Najświętszej Maryi Panny Częstochowskiej w Mostku – kościół znajdujący się w województwie małopolskim, w powiecie miechowskim, w gminie Gołcza, w Mostku.
Obiekt wpisany do rejestru zabytków nieruchomych województwa małopolskiego.

## Historia
Kościół fundacji Jana Cianowskiego – ówczesnego właściciela Cianowic – wybudowany został w 1571 roku w Smardzowicach. W 1938 roku przeniesiono go do Mostka. W 1951 roku dokończono odbudowę, zmieniając proporcje budowli.

## Architektura
W 1571 roku Jan Cianowski, herbu Prus, właściciel Cianowic, ufundował modrzewiową, trójnawową świątynię zbudowaną w systemie więźbowo-zaskrzynieniowym w Smardzowicach. W okresie baroku dobudowano sygnaturkę, wieżę po zachodniej stronie, oraz soboty. Bp Kunicki, w protokole wizytacyjnym z 1727 roku, wymienił pięć ołtarzy: główny ku czci Wniebowzięcia NMP, po stronie epistoły św. Józefa i św. Anny, a po stronie Ewangelii św. Małgorzaty i Matki Bożej. W latach 1731–1748 przeprowadzono gruntowny remont kościoła.
Po przeniesieniu kościoła do Mostka, podczas odbudowy w latach 1938–1951 zmieniono proporcje bryły budynku. Korpus i prezbiterium nakryto oddzielnymi dachami, zmieniono proporcje rekonstruowanej wieży, nie odtworzono sobót oraz systemu więźbowo-zaskrzynieniowego. Dobudowano przybudówki pełniące funkcję zakrystii.

### Architektura aktualna
Kościół jest modrzewiowy, konstrukcji zrębowej, wieża konstrukcji słupowej. Korpus jest szerszy od Prezbiterium zamkniętego trójbocznie.

## Wyposażenie wnętrza
- Późnobarokowe wyposażenie z około 1740 roku z detalami gotycko-renesansowymi;
- odrzwia południowe z nadprożem w formie oślego grzbietu i herbem Prus[3].